# Амфітеатр (Трір)

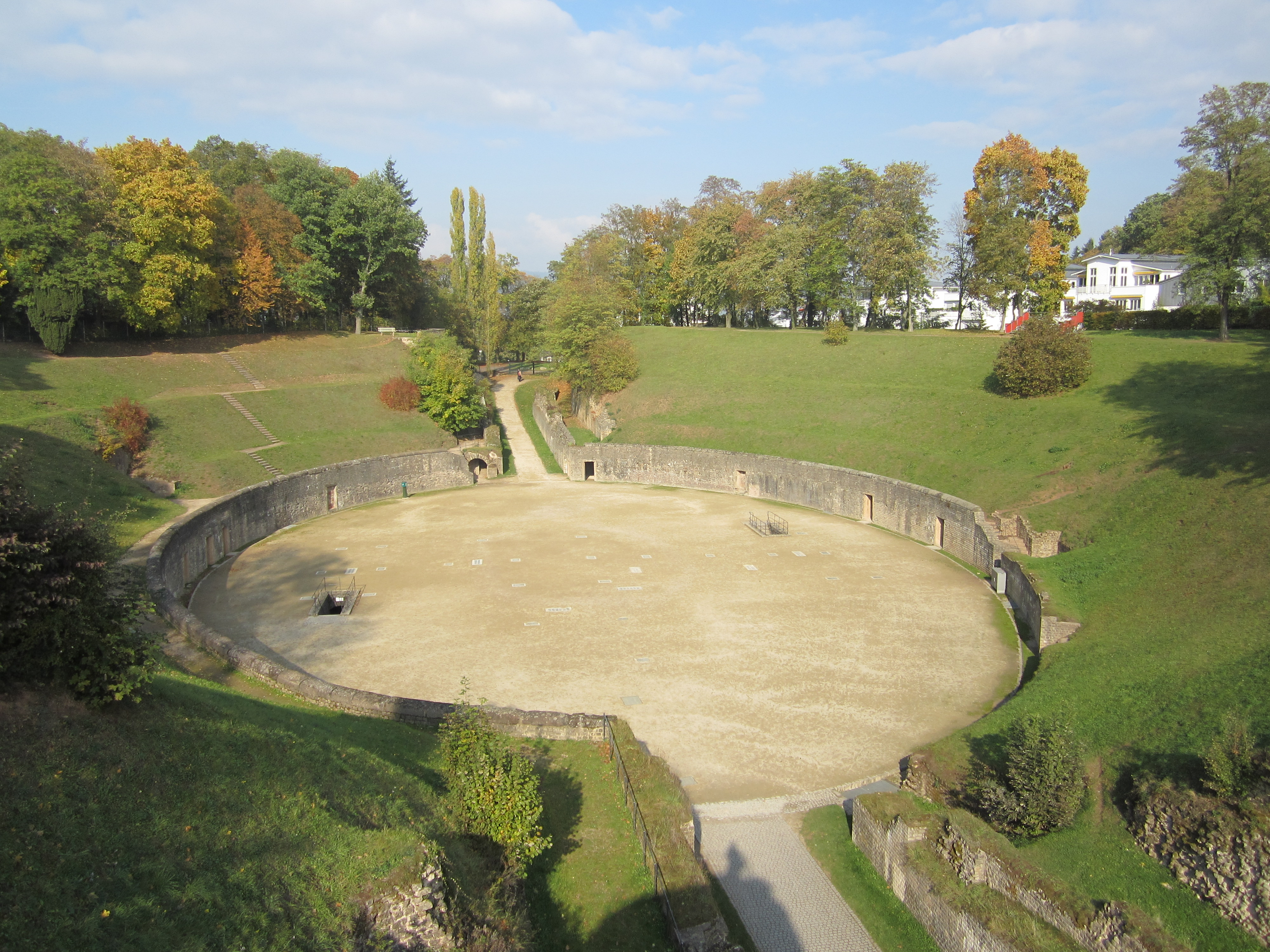
Трірський амфітеатр

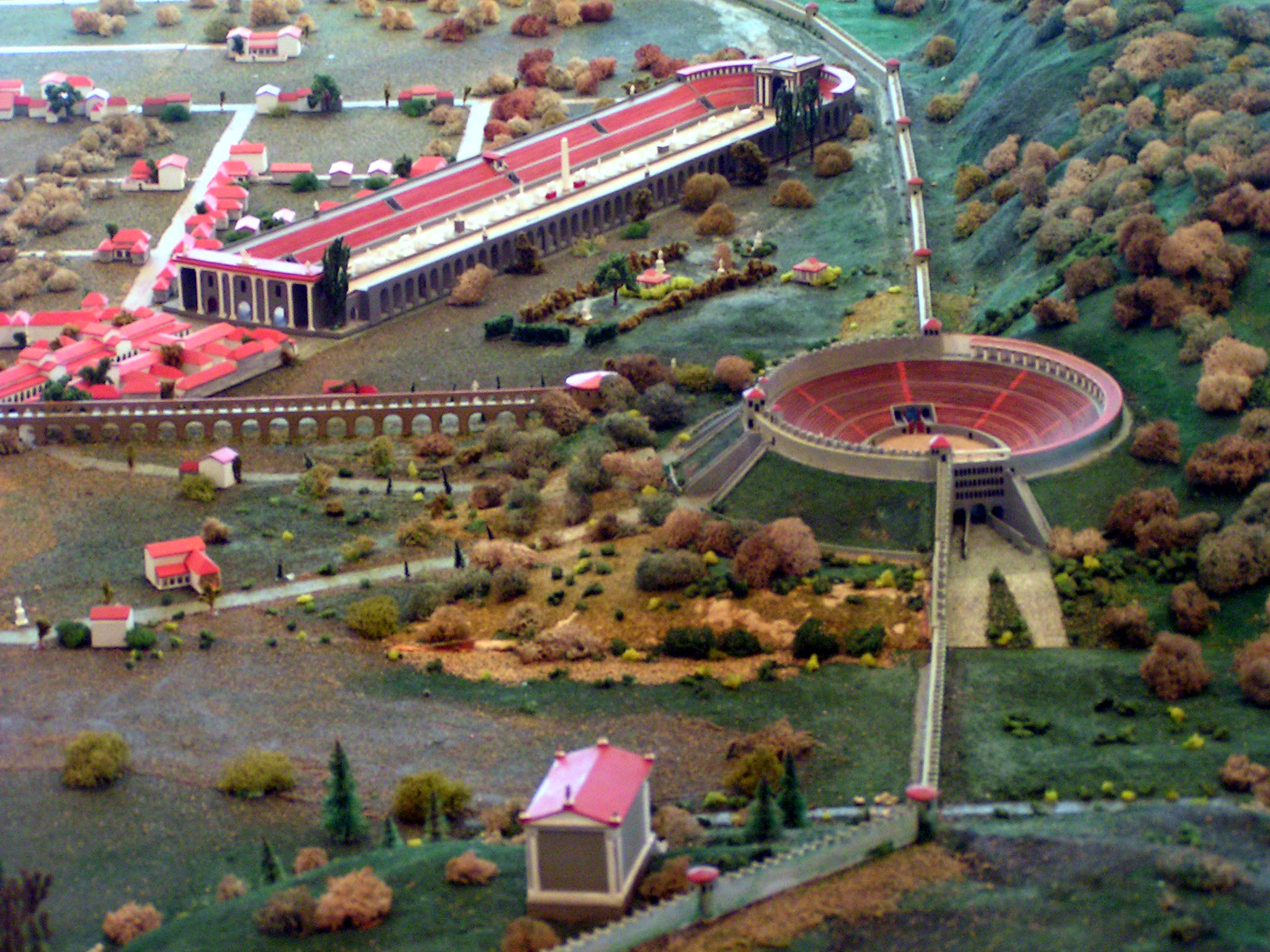
Амфітеатр і цирк за часів Римської імперії, на передньому плані — храм у Геренбрюнхен.

Амфітеатр Тріра (нім. Amphitheater in Trier) — амфітеатр у німецькому Трірі, вцілілий з давньоримських часів, який після побудови близько 100. р. н. е. вміщував 18 000 відвідувачів. Трір тоді мав латинську назву Августа Треверорум (лат. Augusta Treverorum).
З 1986 року амфітеатр став частиною Всесвітньої спадщини ЮНЕСКО «Давньоримські пам'ятки, собор і церква Богоматері в Трірі».

## Архітектура і положення
Під ареною містився підвал, який досі зберігся. Тут були витяги (ліфти), що давали акторам піднятися. Тому було неможливо заливати арену водою. Амфітеатр був частиною давньоримського міського муру і розміщувався попід горою Петрісберг. Одна з причин, чому амфітеатр побудовано біля Петрісберга, це те, що через схили гори треба було насипати землі для глядацьких трибун тільки на половину. Він спрямований на північ та має північний і південний виходи. Через прихований ліфт посередині арени можна було швидко вивести тварин або гравців. 

## Історія
Після того, як близько 100 р. н. е. було збудовано театр, він швидко став частинкою повсякденного життя багатьох громадян міста Трір. Місцеві достойники, імперські чиновники, а у пізню античність і деякі особисто присутні імператори пропонували там громадянам «хліба та видовищ»: цькування звірів (лат. venationes) і гладіаторські бої вирішували питання життя і смерті, відбувалися страти і оприлюднювалися важливі оголошення. Амфітеатр як  незвичайна особливість мав також ще одну функцію: він служив східними міськими воротами Тріра. Після загибелі Західної Римської імперії (V століття), він, як і багато інших споруд Тріра, в середні віки використовувався як каменярня.

## Заходи
Влітку пропонуються екскурсії по амфітеатру, на яких з'являється актор у ролі гладіатора Валеріуса (лат. Gladiator Valerius) і розказує про свою кар'єру гладіатора. Крім того, амфітеатр щороку в серпні під час найбільших у Німеччині римських ігор — фестивалю «Brot & Spiele» (хліба та ігрищ) стає сценою проведення імітації гладіаторських боїв. Зрідка тут також відбуваються концерти, мюзикли та інші заходи.

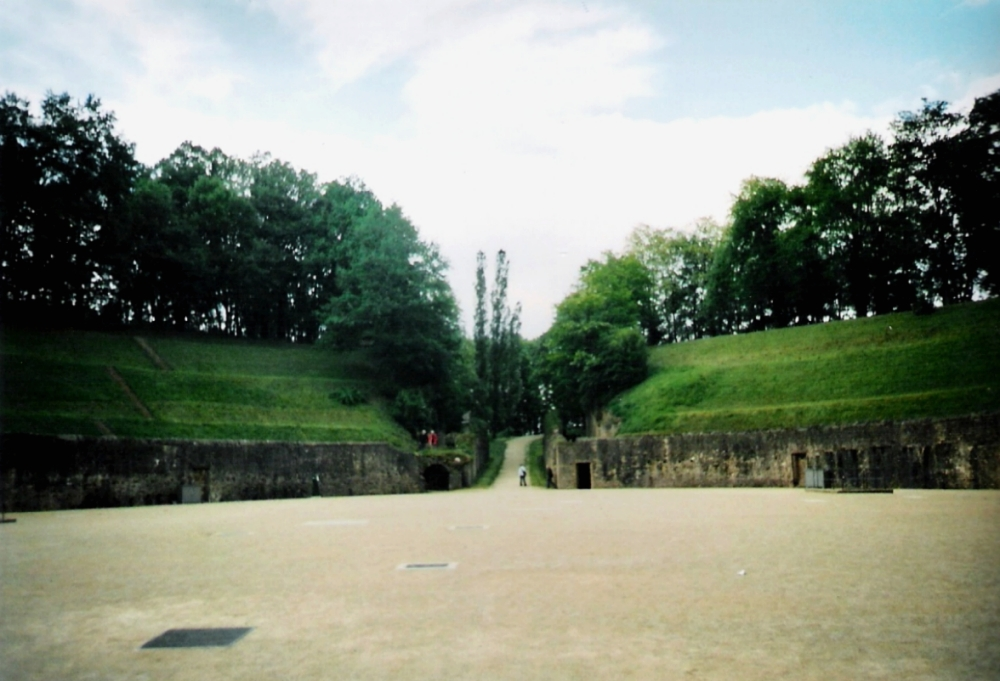
Погляд з арени
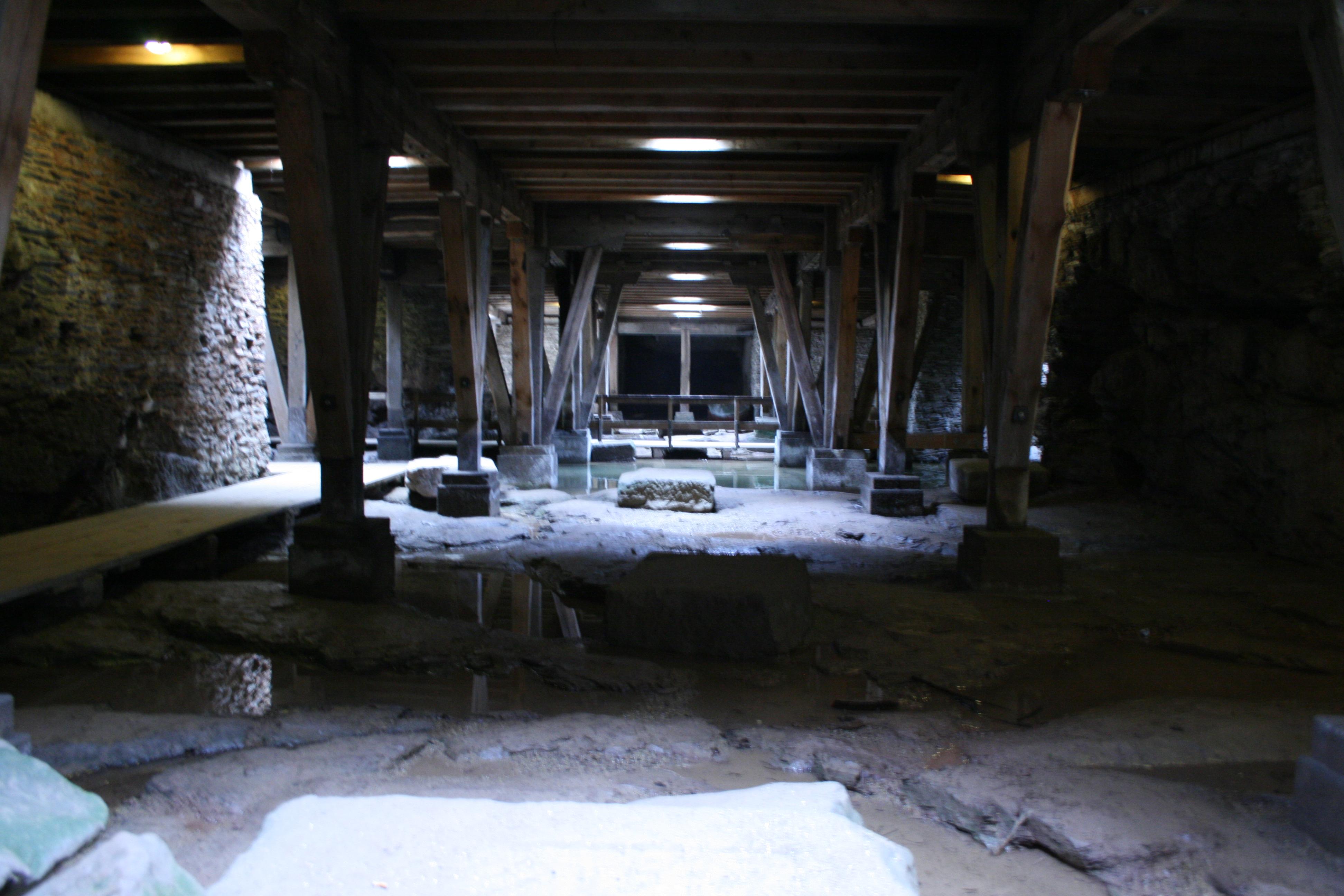
Проходи прямо під ареною
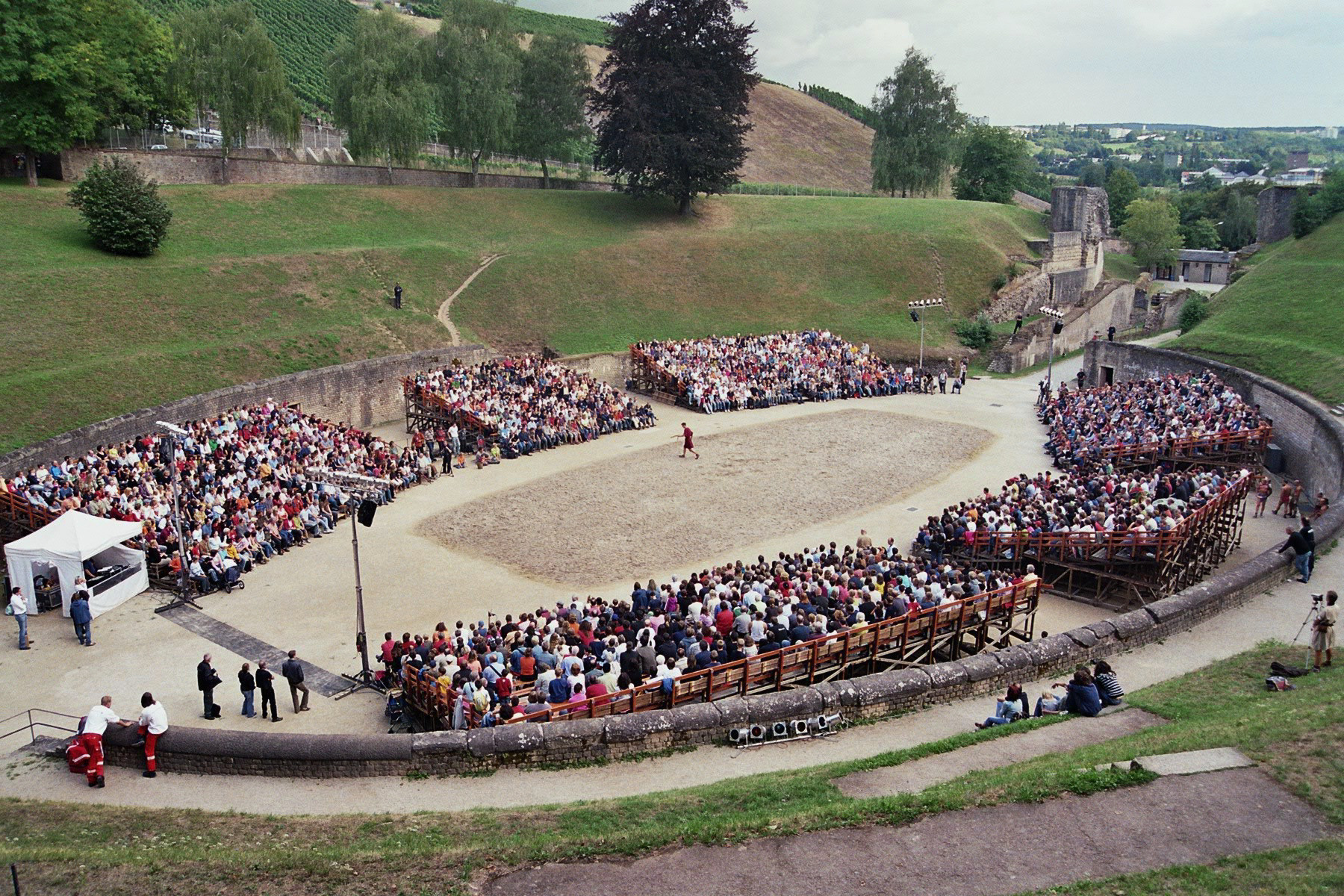
Хліба і видовищ: Шоу гладіаторів в амфітеатрі вдень…
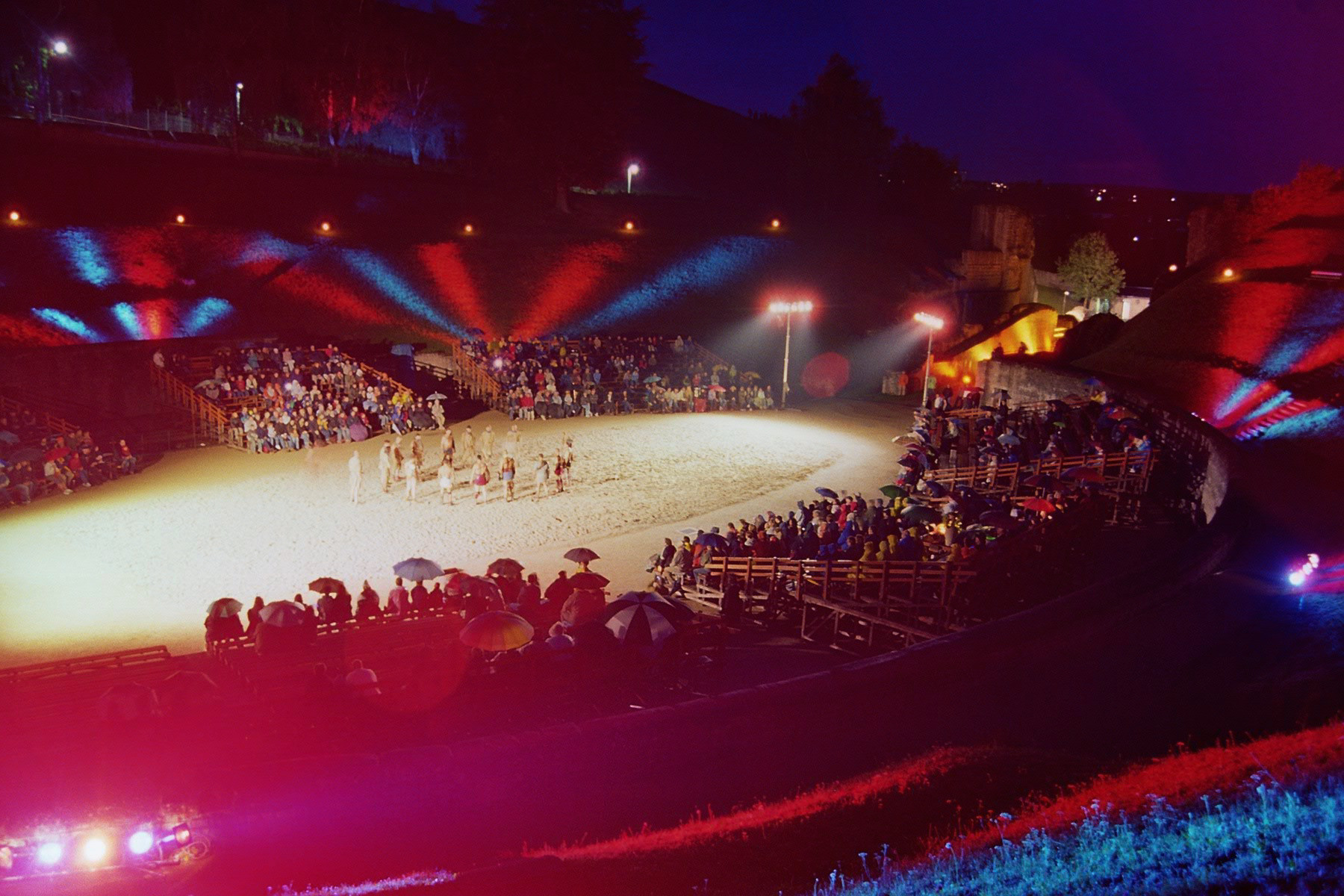
…та вночі